# Perigrapha wimmeri
Perigrapha wimmeri is een vlinder uit de familie uilen (Noctuidae). De wetenschappelijke naam is voor het eerst geldig gepubliceerd in 1996 door Hacker.
De soort komt voor in Europa.